# Tortula saxicola
Tortula saxicola là một loài Rêu trong họ Pottiaceae. Loài này được Cardot miêu tả khoa học đầu tiên năm 1905.